# Patriarszy dekanat tajlandzki
Dekanat tajlandzki (pełna nazwa: Patriarszy dekanat parafii Rosyjskiego Kościoła Prawosławnego w Królestwie Tajlandii) – historyczny dekanat Rosyjskiego Kościoła Prawosławnego, obejmujący terytorium Tajlandii.

## Historia
Dekanat utworzono postanowieniem Świętego Synodu 21 października 2016, poprzez wydzielenie z istniejącego od 2001 Przedstawicielstwa Rosyjskiego Kościoła Prawosławnego w Królestwie Tajlandii (obejmującego również Kambodżę i Laos). Dziekanem został archimandryta Oleg (Czeriepanin).
W związku z reorganizacją administratur Rosyjskiego Kościoła Prawosławnego w Azji Południowo-Wschodniej, struktury dekanatu weszły 26 lutego 2019 r. w skład nowo powstałej eparchii tajlandzkiej, będącej częścią Patriarszego Egzarchatu w Azji Południowo-Wschodniej.

## Parafie
W skład dekanatu wchodziło 10 parafii:
- parafia św. Mikołaja w Bangkoku
- parafia św. Włodzimierza w Chiang Mai
- parafia Świętych Cierpiętników Carskich w Hua Hin
- parafia Opieki Matki Bożej w Pattaya
- parafia Wszystkich Świętych w Pattaya
- parafia św. Sergiusza z Radoneża na wyspie Chang
- parafia św. Serafina z Sarowa na wyspie Phangan
- parafia Świętej Trójcy na wyspie Phuket
- parafia Wniebowstąpienia Pańskiego na wyspie Samui
- parafia Zaśnięcia Matki Bożej w prowincji Ratchaburi

## Monaster
W obrębie dekanatu działał jeden klasztor:
- monaster Zaśnięcia Matki Bożej w prowincji Ratchaburi – męski